# Żanböbek
Żanböbek (kaz. Жанбөбек; ros. Жанбобек, Żanbobiek) – wieś w Kazachstanie, w obwodzie karagandyjskim, w rejonie Nura. W 2021 roku liczyła 332 mieszkańców.

## Ludność
W 1999 roku miejscowość miała 772 mieszkańców (379 kobiet i 393 mężczyzn), w 2009 roku – 416 mieszkańców (201 kobiet i 215 mężczyzn), a w 2021 roku – 332 mieszkańców (158 kobiet i 174 mężczyzn).